# Амбра Анджолини
Амбра Анджолини (на италиански: Ambra Angiolini; * 22 април 1977 в Рим, Италия) е италианска актриса, телевизионна и радио водеща и певица.
След като дебютира на 15-годишна възраст в Bulli e pupe - основна лятна програма на италианския телевизионен канал Canale 5, през сезон 1992/1993 прави своя дебют под името Амбра като участничка и впоследствие като водеща на младежката телевизионна програма Non è la Rai по канал Italia 1. Програмата става истински феномен в Италия и ѝ носи огромна популярност. В контекста на предаването Амбра започва и кариера като певица и по-късно издава четири диска за RTI Music. Тя участва и в мюзикъла Emozioni през 2001 г.
Впоследствие Анджолини продължава да води телевизионни програми (като Generation X, Super и Dopofestival на Песенния фестивал в Санремо през 2001 г.) и експериментира с няколко други роли в развлекателната индустрия като радио водеща, театрална, филмова и телевизионна актриса, и често се радва на добър успех, като печели няколко награди.
Първият ѝ реален опит като филмова актриса е в игралния филм Saturno contro, режисиран от Ферзан Йозпетек, който ѝ печели признанието на публиката и критиката и води до спечелването на големите италиански филмови награди през 2007 г.: Давид на Донатело и Сребърна лента за най-добра актриса във второстепенна роля, както и Златен глобус и Златен дубъл за актриса – откритие на годината.

## Биография
Амбра е родена в Рим като трето дете (след сестра ѝ Барбара и брат ѝ Андреа) на Алфредо Анджолини и съпругата му Дориана Комини. Израства в квартал Палмарола. След като посещава начално училище в институт на монахините и демонстрира особена склонност към танци, нейният учител по танци ѝ казва за прослушването в холдинга на Берлусони Fininvest, в който търсят момичета, които знаят да танцуват. Тя участва и получава положителен отзвук, което ѝ дава възможност да направи кариера в шоубизнеса.

### 1992 – 1995:Non è la Rai
Амбра се появява по телевизията на 13 – 14 год. като фигурантка в двете издания на Fantastico – шоу по държавния канал Rai 1 през 1990 и 1991 г. Официално дебютира през лятото на 1992 г. в телевизионната програма Bulli e pupe („Хулигани и куклички“) на режисьора Джани Бонкомпани, където интерпретира песента Poster на Клаудио Балиони, дублирана от хористка на програмата, и стига до финала на състезанието.
През септември същата година Амбра се присъединява към актьорския състав на втория сезон на Non è la Rai (Не е Rai) – младежка програма, замислена и режисирана от самия Бонкомпани. През сезона ѝ е поверена част от шоуто, по-точно провеждането на Играта на раницата, в която зрителите, обаждащи се по телефона, трябва да отгатнат какво има в нея. Така Амбра е забелязана заради своята спонтанност и лекотата на водене, и бързо се превръща в едно от най-популярните момичета на програмата. През същия сезон участва и в новогодишния спектакъл на предаването, излъчен по Canale 5, както и в Rock 'n' Roll – телевизионна програма по канал Italia 1, водена от Ориета Берти. От септември 1993 г., с началото на третия сезон на Non è la Rai, на Амбра е поверена задачата да води цялото шоу, като тя ръководи стотиците негови участнички. В този сезон вниманието на медиите е особено фокусирано върху нея, която, насочвана по слушалки от Бонкомпани, играе мегаломанска и антипатична тийнейджърка, предизвиквайки доста критики по различни поводи, особено когато, по време на предизборната кампания през пролетта на 1994 г. открито застава на страната на Берлускони. Успоредно с критиките Амбра е много успешна, особено сред младата италианска публика, гледаща шоуто, което ѝ позволява същата година да спечели престижната награда „Телегато“ (Telegatto) като Персонаж – откритие на годината.
В същия период телевизионната програма по Raitre Blob ѝ посвещава анимационен филм и са публикувани няколко творби на тема „Амбра“, включително и книгата „Искам да се оженя за Амбра“ (Voglio sposare Ambra).

#### Големият успех наT'appartengo(1994)
През есента на 1994 г. Амбра се завръща като водеща на четвъртото и последно издание на Non è la Rai и дебютира като певица с албума T'appartengo („Принадлежа ти“), по-късно преведен на испански и издаден в Испания и Южна Америка. Албумът се продава в 370 хил. копия само в Италия и става златен и тройно платинен, достигайки 6-ата позиция в класацията на италианските албуми и ставайки 52-рият най-продаван албум през 1994 г.
След Non è la Rai, на 30 юни 1995 г. за Амбра започва много интензивно лято, което я разделя между участието в летния музикален фестивал Festivalbar с песента L'anscensore („Асансьорът“) и турнето T'appartengo, започнало през пролетта на същата година, което има много фенове. През юли тя започва да снима телевизионния филм Favola („Приказка“) на режисьора Фабрицио де Анджелис, който се излъчва на следващата пролет в праймтайма на Italia 1 с голям успех.

### 1995 – 2006: между телевизия, музика, радио и театър
От септември 1995 г. Амбра води програмата по Italia 1 Generazione X, която замества Non è la Rai във времевия обхват на канала и която остава в ефир до юли 1996 г. През януари същата година излиза и вторият ѝ музикален албум Angiolini. В същото време в Испания и в Латинска Америка излиза Te pertenezco - испанската версия на предишния ѝ албум.
През февруари същата година тя успява да получи освобождаването от телевизионния холдинг Mediaset, с който има трудов договор, за да застане до водещия Пипо Баудо в Dopofestival di Sanremo – програма в късната вечер след провеждането на песенния фестивал . Впоследствие Амбра казва, че е писала лично на Берлускони, за да го помоли да я освободи. През пролетта на същата година тя е в центъра на спор поради неучастието си в съботното вечерно предаване по Canale 5 Il Boom след разногласия с продуцентите и с водещия Тео Теоколи относно ролята, която трябва да заеме.
В следващите месеци в Испания и Южна Америка излиза Angelitos – испанската версия на албума Angiolini, предшествана от синглите Te esperaba a tí и Hoy no sé, mas mañana. През пролетта Амбра е главната героиня на телевизионния филм Favola, излъчен в праймтайма на Italia 1, който се радва на добър зрителски прием. Тя освен това е избрана от телефонната компания Telecom Italia за рекламно лице на телефонните ѝ карти: тя е изобразена на картите от 5000, 10,000 и 15,000 лири и участва в телевизионна реклама.
През лятото Амбра отива в Canale 5, за да води музикалната програма Super, където остава до следващия януари, продължава популяризирането на албума си, представяйки ремикс на песента Aspettavo te („Очаквах те“) на летния фестивал Festivalbar през 1996 г. и започва националното си турне Angiolini.
През есента е избрана да води редом с Джери Скоти програмата Non dimenticate lo spazzolino da denti („Не забравяйте четката си за зъби“) в праймтайма на Italia 1 . Програмата, която не е особено гледана в предходната година, когато е с водещ Фиорело, и сега не постига очаквания успех. След края на програмата Амбра прекратява консенсусно договора си за сътрудничество с Mediaset (естественият срок е юни 1997 г.), като преминава към държавната телевизия. Тя е заменена като водеща на Super от друго бивше момиче на Non è la Rai - Лаура Фреди.
1997 г. започва с участието на Амбра във Фестивала във Виня дел Мар - международно чилийско певческо събитие, в което тя пее песните си Te pertenezco и El ascensor. Следващия април води заедно с Майк Бонджорно музикалната телевизионна програма по Rai 1 Sanremo Top и в същия период, по Canale 5, гостува на вариететната компания Багалино в римския театър Салоне Маргерита в посветен на нея епизод от шоуто Viva le italianе (Да живеят италианките), където иронично се проследява кариерата ѝ. Същата година, без голям успех, Амбра води и вариететната програма от 4 епизода Carosello по Rai 2.
На 28 август излиза третият ѝ албум Ritmo Vitale („Жизнен ритъм“), който е повратна точка в музикалната ѝ кариера: за разлика от T'appartengo и Angiolini, новият албум съдържа песни, написани от самата нея и повтарящата се тема е сексът. За популяризиране на албума си Амбра участва в музикалното събитие Un disco per estate и за трети пореден път е на летния фестивал Festivalbar.
През есента започва национално турне: il Tour 1997. В същото време за първи път пее на живо по телевизията по време на излъчването на програмата Roxy Bar на Ред Рони по канал TMC 2 . Също така през 1997 г. участва в епизод от пътуващата програма на Raitre Milano-Roma в компанията на Дарио Фо, в която самият Фо научава, че е спечелил Нобелова награда за литература .
1998 г. бележи дебюта на Амбра като радио водеща. През целия месец август тя води по Радио 105 105 estate - програма, в която илюстрира класацията на най-успешните песни за момента. През юли 1998 г. тя прави кратък опит като модел, когато дефилира по престижните Испански стъпала в Рим в сватбена рокля на дизайнера Франко Чамбела като част от предаването по Canale 5 Donna sotto le stelle. Амбра продължава радио кариерата си по RTL 102.5 като водеща на неделната програма Capriccio („Каприз“), занимаваща се със секса. През 1998 г. издава в Испания и Бразилия испанската версия на третия си албум Ritmos Vitales, от който е взет сингълът Tu, yo, Francesca y Davide (испанска версия на Io, te, Francesca e Davide).
През лятото на 1999 г. Амбра се завръща по телевизията през цялото лято с програмата по Raiuno Gratis, участва в събитието Voices for Europe, където печели награда за цялостно творчество и изпълнява песента Canto alla luna („Лунно песнопение“), която предшества издаването на албума ѝ InCanto. Въпреки по-голямата дълбочина на текстовете, които се занимават с политически и актуални въпроси (песента Luca e Stella напр. се отнася до темата за хомосексуалността), дискът се продава по-малко от предишните и не е преведен на испански като останалите, което отбелязва края на договора на Ambra с RTI Music, издаващи нейните записи през 1990-те години. В същия този период тя е особено активна в социалната сфера, като подкрепя различни каузи, и става, наред с други неща, първата кръстница на Гей парада в Рим през 2000 г.
Активистка за правата на ЛГБТ гражданите, през втората половина на 1990-те години работи като доброволка в Хомосексуалния културен клуб „Марио Миели“ в Рим. В този период също така е в дует с Платинет в кавъра на добре познатата песен на Рафаела Кара Ma che musica maestro („Но каква музика, маестро“), съдържаща се в първия албум на Платинет Da Viva – Vol.1 .
В края на годината заминава за Мароко, за да заснеме телевизионния филм „Мария Мадалена“ (Maria Maddalena) в ролята на Саломе, в който играе заедно с Мария Грация Кучинота (в ролята на Мария Магдалина) и Джулиана де Сио (Иродиада, майката на Саломе) . Телевизионният филм се излъчва на 24 април 2000 г., Великден, по Canale 5 .
През февруари 2000 г. за радио Kiss Kiss Амбра води програма, посветена на Фестивала на италианската песен в Санремо, озаглавена Tutti pazzi per Sanremo (Всички са луди по Санремо), излъчвана от понеделник 21 до неделя 27 февруари. През юли същата година тя се завръща в телевизията като водеща на програмата Speciale Pop, която се занимава с музика в най-различни аспекти, като се редува като водеща с другите изпълнители.
Лятото на 2000 г. бележи поврат в кариерата ѝ. Амбра дебютира в театъра с комедията „Менехми“ на Плавт, режисирана от Никазио Анселмо, и представя постановката в цяла Сицилия. Играта ѝ получава отлични отзиви, засвидетелствани първо от наградата „Сребърна Венера“, а след това и от „Сребърна кула“ като Театрална актриса – откритие на 2000 г.
В същия период Амбра води радиопрограмата по Radio Due 40 gradi all'Ambra (40 градуса на Амбра (вм. ombra, сянка), излъчвана всяка събота и неделя в 9:00 до 17 септември. Програмата е успешна и е последвана от Luci e Ambra („Светлини и Амбра“) – друго предаване, излъчвано всяка неделя по Radio Due за целия сезон до юни 2001 г. През януари 2001 г. тя е избрана за главната героиня, в продължение на четири вечери, на трагедията на Джон Уебстър „Херцогинята на Амалфи“ в Базилика на Разпятието в Амалфи, режисирана от Нучо Сиано.
По повод фестивала в Санремо през 2001 г. Амбра води по Radio Due Ambra & gli Ambranati (Амбра и Амбранати-те вм. imbranati, загубеняци) заедно с Роберта Бета и Трио „Медуза“ от телевизионното предаване „Хиените“ (Le Iene) (кръстено за случая трио „Амбранати“). През май същата година води предаването Menta forte („Лъжете силно“) по Radio Due, чиято основна тема са лъжите и което има второ издание през септември 2002 г.
Също през 2001 г., заедно с други известни лица (като Джери Кала, Умберто Смайла, Адриана Волпе) участва в записа на сингъла Frena (Натисни спирачка), вдъхновен от известната песен на Карлота, чиито приходи от продажби се даряват изцяло за благотворителност на Асоциация „Монтекатоне“ за разработване на нови техники за рехабилитация, и е сред главните действащи лица на третия сезон на телевизионния сериал по Rai 1 Una donna per amico („Жена за приятел“), в който играе ролята на Теа. През септември 2001 г. участва в шоуто Non era la Rai („Не беше Rai“), което празнува 10 години от първия епизод на Non è la Rai. Месец по-късно Амбра се завръща, за да води телевизионна програма L'Assemblea (Асамблеята), излъчвана всяка събота следобед в продължение на един час по Italia 1 през целия сезон.
През същия период тя дебютира като режисьор, и по-точно – във видеото към песента The Beautiful Craft на Марко Мазини, където е и главна героиня.
Също през този сезон тя е главна героиня на мюзикъла Emozioni (Емоции), режисиран от Серджо Япино, който обикаля най-важните италиански театри и в който представя няколко песни на Лучо Батисти заедно със Сабрина Салерно, Мирко Петрини и Владимир Луксурия. Участва и в Gian Burrasca („Джан Бураска“) на Рита Павоне – мюзикъл, създаден за телевизионно предаване по Canale 5 на 5 януари 2002 г. След Emozioni е публикувана компилация от песни, изпети по време на представлението.
През 2002 г., заедно с Джейн Александър, Амбра води Pride Concert на Пиаца Бока дела Верита в Рим, последвал Гей парада 2002, където целува Александър по устата, предизвиквайки сензация. Тя също така води Игрите на пътната безопасност на Motor Show – международното изложение за автомобили и мотоциклети в град Болоня.
През 2003 г. представя римейк на Speciale per voi („Специално за вас“) на Ренцо Арборе по Rai 2, бременна с първото си дете – дъщеря ѝ Йоланда. Бащата на детето е партньорът ѝ Франческо Ренга – известен певец и музикант.
След период на пауза, през лятото на 2004 г. тя е избрана да води фестивала Cornetto Freemusic, който води отново през 2005 и 2006 г. През същата година, през септември, води полуфиналите на Мис Италия в Сан Бенедето дел Тронто заедно с Кристиано Милитело.
През 2005 г. е сред коментаторите на Фестивала в Санремо, воден от Паоло Бонолис и спечелен от партньора ѝ Франческо Ренга. През лятото, освен като водеща за втора поредна година на фестивала Cornetto Freemusic, Амбра се присъединява към Микеле Мирабела в сутрешната програма по Raitre Cominciamo bene l'estate („Да започнем добре лятото“). През есента участва в създаването на специалното предаване в праймтайма на Happy Channel Non è la Rai – Speciale в чест на шоуто, донесло ѝ успех, и води предаване, посветено на модата Chicas, по замисъл на Франческа Фогар, по сателитния канал Fox Life.
Амбра се завръща в Rai през февруари 2006 г., за да бъде водеща на програмата Dammi il tempo („Дай ми време“), излъчвана късно вечерта по Raitre. По този повод Амбра се появява бременна с второто си дете – синът ѝ Леонардо. През същата година се завръща в радиото като водеща на предаването Ci Play o ci fai? по Play Radio.

### 2007: Кино дебют
През лятото на 2006 г. Амбра започва снимките на филма на Ферзан Йозпетек Saturno Contro („Ретрограден Сатурн“), в който играе ролята на наркоманката Роберта. Филмът бележи дебюта ѝ на големия екран. През есента на 2006 г. до март 2007 води, отново по Play Radio, програмата Arrivano le femmine („Жените идат“). На 2 декември 2006 г. в Палалидо в Милано е водеща заедно с Магьосника Форест на първото издание на наградите Kids 'Choice .
2007 г. се оказва много богата от работна гледна точка; в края на февруари излиза по кината Saturno Contro, приет толкова позитивно от критиците, че Амбра печели няколко награди като Сребърна лента, Давид на Донатело, Златен глобус и Златен дубъл като най-добра поддържаща актриса или като най-добро откритие на годината.
През същата година се появява във видеото на песента – саундтрак към филма Passion, изпята от Нефа. На 29 август е кръстница на Венецианския филмов фестивал, а през есента на 2007 г. се завръща в телевизията и участва в Crozza Italia - сатирично вариететно предаване по канал LA7, в което се присъединява към Маурицио Кроца и Карла Синьорис.
Амбра се завръща на големия екран на 11 януари 2008 г., когато излиза вторият ѝ филм Bianco e Nero („Бяло и черно“), режисиран от Кристина Коменчини, в който играе с Фабио Воло. През март 2008 г. по кината излиза и френският филм „Лисицата и детето" (Le renard et l'enfant), режисиран от Люк Жаке, в който тя играе ролята на разказвачка на историята в италианската адаптация.
От февруари 2008 г. се върти по музикалните канали с участието си в няколко видеоклипа: този на песента Dimmi - сингъл от албума Ferro e cartone на тогавашния ѝ партньор Франческо Ренга, Io che amo solo te на Фиорела Маноя заедно с други италиански актьори като Джорджо Пазоти, Каролина Крешентини, Енрико Ло Версо, Джанмарко Тоняци и Симона Кавалари, и In Italia на Фабри Фибра и Джана Нанини. През пролетта се завръща като водеща на програмата на MTV Italia Stasera niente MTV („Довечера без MTV“). За предаването тя записва началните и крайните му мелодии (Voglia questo desire и Tunga tunga) с иронични текстове, написани за нея от Мауро ди Маджо. По същия канал води и мегаконцерта MTV Day.

### 2008 – 2018: успех в киното и театъра
На 27 юни 2009 г. Амбра е водеща на специалното шоу, посветено на Сребърните ленти за 2009 г. по Raiuno в късната вечер в Античния театър на Таормина. През лятото в Бобио е главната героиня на късометражния филм на студентите от ателие Fare Cinema на Марко Белокио, вдъхновен от историята на Монахинята от Монца и разиграващ се през 17 век в бившите затвори на Бобио.
През лятото Амбра е водеща на радиопрограмата на Radio Due Per fortuna che c'è la radio („За щастие има радио“), а на 20 ноември 2009 г. излиза филмът с нейно участие Ce n'è per tutti (Има за всички), режисиран от Лучано Мелкиона и заснет в Рим между ноември 2008 г. и януари 2009 г. От януари 2010 г. Амбра работи в театъра с нова постановка на монолога La misteriosa scomparsa di W („Тайнственото изчезване на W“) от Стефано Бени, режисирана от Джорджо Галионе. Шоуто, продуцирано от Театър Аркиволто, тръгва от Генуа, за да мине през различни градове.
През март 2010 г. Амбра участва в проекта Insula на режисьора Ерик Александър – късометражен филм за социални цели. Също така през 2010 г. тя участва в телевизионния минисериал Eroi per caso („Случайни герои“) в ролята на Тереза, излъчен през януари 2011 г. по Rai 1 . През същия период в кината излиза филмът ѝ Immaturi („Незрели“), в който е режисирана от Паоло Дженовезе.
През 2011 г. участва във филма на Фикара & Пиконе Anche se è amore non si vede („Дори и да е любов, не се вижда“) в ролята на Джизела – вечната годеница на Валентино: филмът излиза по кината на 25 ноември 2011 г. През лятото на 2011 г. в Парос (Гърция) започват снимките на продължението на филма Immaturi, озаглавен Immaturi – Il viaggio („Незрели: пътуването“) на режисьора Паоло Дженовезе, който излиза по кината на 4 януари 2012 г.
През ноември 2011 г. Амбра участва в някои епизоди на Piazzapulita – програма, водена от Корадо Формили по канал LA7, където тя произнася няколко монолози в ролята на Непорочната дива (Casta diva). Също през 2011 г. Амбра участва в театралната постановка на Стефания де Сантис I pugni in chitarra („Юмруците в китарата“) – театрална версия на едноименния филм от 1965 г. на Марко Белокио, в който играе с Пиер Джорджо Белокио – син на режисьора.
През 2012 г. е главна героиня в постановката Ti ricordi di me? („Помниш ли ме?“) на режисьорa Серджо Дзека, където играе заедно с Едоардо Лео.
През есента на 2012 г. се завръща в киното с два филма: през октомври излиза Viva l'Italia (Да живее Италия), режисиран от Масимилиано Бруно и с участието на Микеле Плачидо, Алесандро Гасман и Раул Бова, за който Амбра е номинирана за най-добра актриса в поддържаща роля на Давид на Донатело, а следващия месец излиза филмът Ci vediamo a casa („Ще се видим у дома“), режисиран от Маурицио Понци, в който Амбра е сред главните герои заедно с Едоардо Лео, Джулиана де Сио и Никола Вапоридис.
По-късно участва в комедията Mai stati uniti („Никога не сме били обединени“) на режисьора Карло Ванцина, пуснат по кината на 3 януари 2013 г. През 2013 г. играе и в още една комедия – Stai lontana da me („Стой далеч от мен“), режисирана от Алесио Мария Федеричи, в която тя играе заедно с Енрико Бриняно; филмът излиза по кината през ноември.
В началото на 2014 г. Амбра е в киното с две комедии: Maldamore на режисьора Анджело Лонгони и на продуцента актрисата Мария Грация Кучинота и Ti ricordi di me? на режисьора Роландо Равело – филмова версия на едноименната пиеса на Серджо Дзека. Актрисата освен това участва в театралното турне на Тайнственото изчезване на W.
През есента на 2014 г. води заедно с Але и Франц петия епизод на 17-ия сезон на комедийната програма Zelig в праймтайма на Canale 5. По-късно тя се завръща в киното с комедията Un Natale stupefacente („Изумителна Коледа“) на режисьора Волфанго де Биази, в която към нея се присъединява и друго известно комично дуо – Лило & Грег. Филмът излиза по кината от 18 декември 2014 г. През същата година участва и в късометражния филм Come un cadavere ad Acapulco („Като труп в Акапулко“) на режисьора от Алесио Пициканела.
През 2015 г. участва във филма La scelta (Изборът) на режисьора Микеле Плачидо с участието на Раул Бова, Валерия Соларино и самия Плачидо, разпространен в кината от 2 април. Отново с Микеле Плачидо, през есента на същата година, Амбра играе главната героиня на пиесата Tradimenti („Изневери“), която и режисира. В същото време тя е заета и на снимачната площадка на комедията Al posto tuo („На твое място“), режисирана от Макс Крочи и с участието на Лука Арджентеро и Стефано Фрези, която излиза по кината през септември 2016 г. През ноември 2016 г. излиза и друг филм с участието на Амбра - 7 minuti на режисьора Микеле Плачидо, в който тя играе с Плачидо, Кристиана Капотонди, Фиорела Маноя, Виоланте Плачидо, Отавия Пиколо и Мария Национале.
През лятото на 2016 г. Амбра води втория сезон на документалното реалити Coppie in attesa („Чакащи двойки“), излъчено по Rai 2
През пролетта на 2017 г. тя се завръща в киното в друга комедия, режисирана от Макс Крочи – La verità, vi spiego, sull'amore („Истината, обяснявам ви, за любовта“), в която към нея се присъединяват Каролина Крешентини, Едоардо Пеше, Джулиана де Сио и Масимо Поджо.
През пролетта на 2017 г. Амбра е във вечерното жури на 16-ото издание на шоуто за таланти по Canale 5 Amici di Maria De Filippi (“Приятели на Мария де Филипи“), а през юни излиза нова версия на песента Io, te, Francesca и Davide (първоначално в албума Ritmo Vitale от 1997 г.), записана заедно със Сирия и издадена като сингъл.
През есента тя участва в кинокомедията на Алесио Мария Федеричи Terapia di coppia per amanti („Семейна терапия за любовници“), в която играе със Серджо Рубини и Пиетро Сермонти.
На 15 декември 2017 г. участва в журито на Sarà Sanremo („Ще бъде Санремо“), водено от Клаудия Джерини и Федерико Русо по Rai 1, в което се избират участниците в раздел „Нови предложения“ и се обявяват 20-те участници в категория Big на Фестивала Санремо 2018.
През февруари 2018 г. Амбра е сред подкрепилите Dissenso Comune („Общо несъгласие“) – манифест в подкрепа на жертвите на тормоз в света на италианското кино, подписан от 124 актриси и жени, работещи в света на развлечекателата индустрия.
През 2018 г. има камео в комедията Vengo anch'io („И аз идвам“) – филмовият дебют на комедийната двойка Нуцо и Ди Биазе. През същия период по Rai 3 води вечерното предаване Cyrano – L’amore fa miracoli („Сирано – любовта прави чудеса“) заедно с Масимо Грамелини, която обаче има слаба аудитория.
На 1 май 2018 г. по RAI 3, заедно с Лодовико Гуенци, Амбра води на пл. Сан Джовани в Рим прякото излъчване на Първомайския концерт – музикалното събитие, организирано ежегодно от синдикатите CGIL, CISL и UIL по случай Деня на труда; след постигнатия успех двойката е потвърдена за водеща на концерта и през 2019 г.
На 29 май 2018 г. е главна героиня в телевизионния филм Il fulgore di Dony („Блясъкът на Дони“) на режисьора Пупи Авати, излъчен в праймтайма на Rai 1.

### 2018 – 2023: кино и телевизия
През лятото на 2018 г. Амбра започва снимките на трилъра Il silenzio dell'acqua („Тишината на водата“), режисиран от Пиер Белони, и с участието на Джорджо Пасоти, Карлота Натоли, Фаусто Мария Шарапа и Томас Трабаки; сериалът се излъчва в праймтайма на Canale 5 от 8 до 24 март 2019 г. След своя успех той е потвърден за втори сезон, който се снима през есента на 2019 г. и е излъчван по същата мрежа от 27 ноември 2020 г.
През есента на 2018 г. Амбра участва в италианския дублаж на анимационния филм на Дисни – Пиксар Феноменалните 2, в който озвучава образа на Евелин Дийвър; филмът излиза по италианските кина на 19 септември. На следващата година тя е рекламно лице заедно с Камила Разнович на рекламната кампания, създадена от Corepla за събиране и рециклиране на пластмасови опаковки. През декември 2019 г. озвучава героинята на Алва в анимационния филм Клаус.
През 2019 г. се завръща в киното, като е сред главните герои на комедията Brave ragazze („Добри момичета“) на режисьора Микела Андреоци; във филма, разпространен в кината от 10 октомври, играе заедно с Лука Арджентеро, Стефания Сандрели, Серена Роси, Иления Пасторели и самия Андреоци.
На 11 януари 2020 г. Амбра участва в постановката The Knot на Джоана Адамс заедно с Лудовика Модуньо, с която представя на сцената темата за тормоза. На 1 май, на живо от Театро деле Виторие в Рим Амбра води традиционния Първомайски концерт за трета поредна година. На 5 юни 2020 г. е публикуван видеоклипът към песента Mi manca („Липсва ми“) на Буго с Ермал Мета, в която Амбра е главната героиня.
На 3 ноември 2020 г. издателство Рицоли публикува InFame („Гладна“) - автобиографичен роман на Амбра, в който тя разказва за своята булимия в миналото.
На 1 май 2021 г. е водеща на Големия първомайски концерт в Рим за четвърта поредна година, заедно със Стефано Фрези.
През май 2022 г. е обявено участието ѝ в изданието на Екс Фактор 2022 в ролята на член на журито заедно с Федец, Дарджен Д'Амико и Еркоми. В същия период е отличена като най-добра поддържаща актриса в сериал на Сребърните ленти за ролята на Аннамария в Le fate ignoranti - La serie. На 11 ноември излиза албумът на Тициано Феро Il mondo è nostro, който съдържа дует с Амбра в песента Ambra / Tiziano. На 8 декември, по време на финала на Екс Фактор 2022, Амбра изпълнява хита си T'appartengo след повече от 20 години след последното телевизионно изпълнение на песента в пълната ѝ версия през септември 1994 г. Изпълнението веднага стана известно, постигайки само за три дена около 11 милиона гледания в социалните акаунти на шоуто за таланти и първо място в тенденциите в Ютюб, и първо място в класацията на най-купуваните сингли дневно в Ай Тюнс. На 30 януари 2023 г., благодарение на 25 000 продадени копия между стрийминг и изтегляния, цифровият сингъл T'appartengo печели златния диск от FIMI.
За шеста поредна година Амбра е потвърдена да води първомайския концерт, излъчван по Rai 3, съпроводен от Фабрицио Биджо за изданието през 2023 г.

## Личен живот
От 2004 до 2015 г. тя е партньорка на певеца Франческо Ренга, от когото има две деца: Йоланда и Леонардо. На 22 септември 2008 г. в интервю за италианския вестник Leggo разкрива, че е страдала от булимия, преодоляна от връзката ѝ с Франческо Ренга и зачеването на дъщеря им Йоланда.
От 2017 до 2021 г. е сгодена за футболния треньор Масимилиано Алегри.

## Филмография

### Кино
- Saturno contro, режисьор Ферзан Йозпетек (2007), Роберта
- Bianco e nero, режисьор Кристина Коменчини (2008), Елена
- Ce n'è per tutti, режисьор Лучано Мелкиона (2009), Ева
- Notizie degli scavi, режисьор Емидио Греко (2010), Маркизата
- Immaturi, режисьор Паоло Дженовезе (2011), Франческа
- Tutti al mare, режисьор Матео Черами (2011), Джована
- Anche se è amore non si vede, режисьор Фикара и Пиконе (2011), Джизела
- Immaturi – Il viaggio, режисьор Паоло Дженовезе (2012), Франческа
- Viva l'Italia, режисьор Масимилиано Бруно (2012), Сузана Спаньоло
- Ci vediamo a casa, режисьор Маурицио Понци (2012), Вилма
- Mai stati uniti, режисьор Карло Ванцина (2013), Анджела
- Stai lontana da me, режисьор Алесио Мария Федеричи (2013), Сара
- Maldamore, режисьор Анджело Лонгони (2014), Вероника
- Ti ricordi di me?, режисьор Роландо Равело (2014), Беа Бенаси
- Un Natale stupefacente, режисьор Волфанго де Биази (2014), Джени
- La scelta, режисьор Микеле Плачидо (2015), Лаура
- Al posto tuo, режисьор Макс Крочи (2016), Клаудия
- 7 minuti, режисьор Микеле Плачидо (2016), Грета
- La verità, vi spiego, sull'amore, режисьор Макс Крочи (2017), Дора
- Terapia di coppia per amanti, режисьор Алесио Мария Федеричи (2017), Вивиана
- Vengo anch'io, режисьор Корадо Нуца и Мария де Биазе (2018), аптекарка
- Brave ragazze, режисьор Микела Андреоци (2019), Анна
- La notte più lunga dell'anno, режисьор Симоне Алеандри (2021)[77]
- Per tutta la vita, режисьор Паоло Костела (2021), Сара
- La notte più lunga dell'anno, реж. Симоне Алеандри (2022)

### Късометражни филми
- Insula, реж. Ерик Александър (2010), Франческа Леоне
- Countdown, реж. Макс Крочи (2011)
- Un amato funerale, реж. Лука Мори (2013)
- Ladiesroom, реж. Макс Крочи (2014), Грета
- Come un cadavere ad Acapulco, реж. Алесио Пициканела (2015), Сара
- Era bellissima, реж. Макс Крочи (2015), Серена
- Ancora un'altra storia, реж. Габриеле Пиньота (2015)
- L'essenza, реж. Киери, Маджоло, Плебани, Сомарива и Вимеркати (2015)
- Il colloquio, реж. Масимо Ферари (2017), Аннализа Морети
- Uccisa in attesa di giudizio, реж. Андреа Константини (2017), Анна
- Per tutta la vita, реж. Паоло Костела (2021), Сара

### Телевизия
- Favola, реж. Фабрицио де Анджелис – телевизионен филм (Italia 1, 1996), Тереза
- Maria Maddalena, реж. Рафаеле Мертес – телевизионен филм (Canale 5, 2000), Саломе
- Il Processo, реж. Лука Дзеи – телевизионен филм (2000)
- Figli di oggi, реж. Лучано Манучи телевизионен филм (2000), Анна
- Una donna per amico 3, режисьор Алберто Мани и Маркантонио Графео – телевизионен сериал (Rai 1, 2001)
- Gian Burrasca, режисьор Маурицио Панюсат – телевизионен филм (Canale 5, 2001), Луиза
- All Stars, режисьор Масимо Мартели – телевизионен филм (Italia 1, 2010), Анита
- La nuova squadra – телевизионе сериал, 2 епизода (Rai 3, 2010)
- Eroi per caso, режисьор Алберто Сирони – телевизионен минисериал (Rai 1, 2011), Тереза
- Il fulgore di Dony, режисьор Пупи Авати – телевизионен филм (Rai 1, 2018), майката на Дони
- Nuove strade – телевизионен минисериал (2020)
- Il silenzio dell'acqua, режисьор Пиер Белони – телевизионен сериал (Canale 5, 2019 – 2020), Луиза Ферари
- Le fate ignoranti - La serie – телевизионен сериал (2022), Анамария

### Дублаж
- La volpe e la bambina (Le Renard et l'Enfant), режисьор Люк Жаке (2007), разказвач зад кадър
- Семейство Симпсън (епизод Papà non fare scherzi) (2008), глас на Лърлийн Лъмпкин
- Феноменалните 2 (Incredibles 2) (2018), глас на Евелин Дийвър
- Клаус: тайните на Коледа (Кlaus), режисьор Серджо Паблос (2019), глас на Алва
- Arctic – Un'avventura glaciale, режисьор Аарон Удли (2020), глас на Джейд
- Red, режисьор Доми Ши (2022), глас на Хелън

### Видеоклипове
- Il bellissimo mestiere – Марко Мазини (2001)
- Passione – Нефа (2007)
- Dimmi – Франческо Ренга (2008)
- Io che amo solo te – Фиорела Маноя (2008)
- In Italia – Фабри Фибра (feat. Джана Нанини) (2008)
- Mi manca – Буго (feat. Ермал Мета) (2020)
- Buttare l'amore – Мина (2022)

## Телевизионни програми
- Fantastico (Rai 1, 1990 – 1991)
- Bulli e pupe (Canale 5, 1992)
- Non è la Rai (Canale 5, 1992 – 1993; Italia 1, 1993 – 1995)
- Rock 'n' Roll (Italia 1, 1993)
- Generazione X (Italia 1, 1995 – 1996)
- DopoFestival (Rai 1, 1996)
- Super (Canale 5, 1996 – 1997)
- Non dimenticate lo spazzolino da denti (Italia 1, 1996 – 1997)
- Sanremo Top (Rai 1, 1997)
- Viva le italiane (Canale 5, 1997)
- Carosello (Rai 2, 1997)
- Gratis (Rai 1, 1999)
- Italieni (Rai 1, 2000)
- Speciale Pop (Rai 2, 2000)
- L'assemblea (Italia 1, 2001 – 2002)
- Speciale per voi (Rai 2, 2003)
- Cornetto Free Music Festival (Italia 1, All Music, 2004 – 2006)
- Festival di Sanremo (Rai 1, 2005) коментаторка
- Cominciamo bene Estate (Rai 3, 2005)
- Premio Rodolfo Valentino (Rai 1, 2005)
- Chicas (Fox Life, 2005 – 2006)
- Dammi il tempo (Rai 3, 2006)
- Kids' Choice Awards (Nickelodeon, 2006)
- Crozza Italia (LA7, 2007 – 2008)
- Stasera niente MTV (MTV, 2008)
- MTV Day (MTV, 2008)
- Nastro d'argento (Rai 1, 2009)
- Piazzapulita (LA7, 2011 – 2012)
- Zelig (Canale 5, 2014)
- Coppie in attesa (Rai 2, 2016)
- Amici di Maria De Filippi (Canale 5, 2017) жури
- Sarà Sanremo (Rai 1, 2017) жури
- Cyrano – L'amore fa miracoli (Rai 3, 2018)
- Concerto del Primo Maggio (Rai 3, 2018 – 2021)
- X Factor (Sky Uno - TV8, от 2022) жури

## Радио
- 105 estate (Radio 105, 1997)
- Capriccio (RTL 102.5, 1998 – 1999)
- Tutti pazzi per Sanremo (Radio Kiss Kiss, 2000)
- 40 gradi all'Ambra (Rai Radio 2, 2000)
- Luci e Ambra (Rai Radio 2, 2000 – 2001)
- Ambra e gli Ambranati (Rai Radio 2, 2001)
- Menta forte (Rai Radio 2, 2001 – 2002)
- La Mezzanotte di Radio Due – Musica anarchica (Rai Radio 2, 2002 – 2003)
- Ci Play o Ci Fai? (Play Radio, 2005)
- Arrivano le femmine (Play Radio, 2006)
- Per fortuna che c'è la radio (Rai Radio 2, 2009)
- Le mattine (Radio Capital, от 2021)

## Театър
- Menecmi, режисьор Никазио Анцелмо (2000)
- La duchessa di Amalfi, режисьор Нучо Сиано (2001)
- Emozioni, режисьор Серджо Япино (2001 – 2002)
- La misteriosa scomparsa di W, режисьор Джорджо Галионе (2009, 2014 – 2015)
- I pugni in tasca, режисьор Стефания де Сантис (2011)
- Ti ricordi di me?, режисьор Серджо Дзека (2012 – 2013)
- Tradimenti, режисьор Микеле Плачидо (2015 – 2016)
- La guerra dei Roses, режисьор Филипо Дини (2017 – 2019)
- Bulkan Burger, режисьор Стефано Масини (2018)
- Il nodo, режисьор Серена Синигаля (2020, 2022)

## Дискография

### Италианска дискография

#### Албуми
- 1994 – T'appartengo
- 1996 – Angiolini
- 1997 – Ritmo vitale
- 1999 – InCanto

#### Сингли
като главна изпълнителка
- 1994 – T'appartengo
- 1995 – L'ascensore (promo radio и juke box)
- 1996 – Ti stravoglio
- 1996 – Ti stravoglio Remix
- 1996 – Aspettavo te Remix
- 1996 – Remix (maxi single)
- 1997 – Ritmo Vitale
- 1997 – Io, te, Francesca e Davide
- 1997 – Brivido (Remix)
- 1999 – Canto alla luna
- 1999 – Butterfly 2000 (radio promo)

като гост – изпълнителка
- 1999 – Girotondo rap (благотворителен сингъл акредитиран на Франко Неро & Friends, записан в сборна форация)
- 2001 – Frena – Guido per vivere (благотворителен сингъл в сборна формация)
- 2017 – Io, te, Francesca e Davide (Сирия feat. Амбра)
- 2020 – Ti vorrei (Марко Мазини feat. Амбра в албума Masini +1)
- 2022 - Ambra/Tiziano (с Тициано Феро)

#### Филмова музика
- 2002 – Emozioni (пее заедно с целия състав на едноименния мюзикъл Un'avventura, Una donna per amico и Aver paura di innamorarsi troppo, Io vivrò senza te, Ancora tu и Prendila così, Io vorrei, non vorrei, ma se vuoi, Pensieri e parole)

#### Други
- 1995 – Nel cuore, nell'anima (от компилацията Non è la Rai gran finale)
- 1999 – Ma che musica maestro (дует с Платинет в албума Da Viva – Vol. 1)
- 2008 – Voglia, questa voglia (начална мелодия на програмата Stasera niente MTV)
- 2008 – Tunga tunga (крайна мелодия на програмата Stasera niente MTV)
- 2010 - Lentamente muore (вкл. в компилацията Parole Note)

### Чуждестранна дискография

#### Албуми
- 1994 – Te Pertenezco
- 1996 – Angelitos
- 1997 – Ritmos Vitales

#### Сингли
- 1995 – Te pertenezco
- 1995 – El ascensor
- 1995 – Lunes Martes
- 1996 – Hoy no sé, mas mañana
- 1996 – Te esperaba a tí
- 1996 – Te esperaba a tí (Remix) (12", Maxi)
- 1997 – Tu, yo, Francesca y Davide

## Литературни творби

### Романи
- InFame, Milano, Rizzoli, 2020

## Награди и почести

### Италиански
Международна Гран При за спетакъл
- 1994 – Лице – откритие на годината

Златен диск
- 1994 – за продадените копия на диска T'appartengo

Платинен диск
- 1994-1995 – 3 платинени диска за продадените копия на диска T'appartengo (над 370.000 бройки)
- 1996 – Платинен диск за 120.000 продадени копия на диска Angiolini

Сребърна лента
- 2007 – Най-добра актриса във второстепенна роля, за филма Saturno Contro
- 2015 – Номинация за най-добра актриса в главна роля, за филма La scelta
- 2017 – Специална награда на Националния комитет на италианските журналисти и кино дейци, за 7 Minuti
- 2022 – Най-добра второстепенна актриса в сериал, за  Le fate ignoranti - La serie

Златен дубъл
- 2007 – Актриса – откритие на годината, за филма il film Saturno Contro
- 2017 – Best comedian femminile на годината, за филма La verità, vi spiego, sull'amore

Златен глобус
- 2007 – Най-добра актриса – откритие, за филма Saturno Contro

Давид на Донатело
- 2007 – Давид на Донатело за най-добра актриса в поддържаща роля, за филма Saturno Contro
- 2013 – Номинация за Давид на Донатело за най-добра актриса в поддържаща роля, за Viva l'Italia

Други награди
- 1999 – Награда за музикална кариера Voices for Europe
- 2000 – Сребърна Венера за Театрална актриса откритие на година 2000, за Menecmi
- 2000 – Сребърна кула за театрална актриса – откритие на година 2000, за Menecmi
- 2007 – Награда „Фаяно“ за изпълнителка – откритие, за филма Saturno Contro
- 2008 – Leggio d'oro за жена откритие, за филма La volpe e la bambina
- 2008 – Гран При – награда за Дейставщо лице на комуникацията
- 2009 – Жени лидери Бреша
- 2010 – Награда на фестивал Джифони 2010
- 2011 – Лацио Screen Award – за актриса на годината, за филма Immaturi
- 2011 – NPS Awards – за приноса ѝ в борбата срещу СПИН
- 2012 – Corti d'argento за най-добра актриса в главан роля, за късометражния филм Countdown
- 2017 – XLVII Награда „Симпатия“ 2017
- 2018 – Награда „Персефона“ за зай-добра актриса в главна роля, за La guerra dei Roses
- 2020 – Награда Кино Кастильоне – RdC Incontra
- 2020 – Златен медал на Награда „Булони“ за социалната инициатива "SOStieniBrescia"
- 2015 – Ischia Global Fest за най-добра актриса, за филма La scelta
- 2016 – Специална награда Corti d'argento, за късометражния филм Era Bellissima
- 2016 – Награда за кариера Sorriso D'Oro на 4-тия филмов фестивал Соридендо
- 2016 – Premio Culturale MuMi за зай-добра актриса, за филма La scelta
- 2016 – Lifestyle Show Awards – Жена киноперсонаж на годината
- 2017 – Награда Crossmedia 2017
- 2017 – Circeo Film Festival – Най-добра актриса на годината, за филма 7 Minuti
- 2017 – Международна награда на Маратеа: Награда Eliat Diamonds
- 2017 – Международна награда на Маратеа: Международна награда Маратеа 2017

### Международни
Златен диск
- 1996 – Двоен златен диск за Te pertenezco в Испания
- 1996 – За Te pertenezco в Аржентина
- 1996 – За Te pertenezco в Чили
- 1996 – За Te pertenezco в Пуерто Рико

Платинен диск
- 1996 – За Te pertenezco в Испания